# ロバート・フローリー
ロバート・フローリー（Robert Florey、1900年9月14日 - 1979年5月16日）は、アメリカ合衆国の映画監督である。

## 経歴
1900年9月14日、パリに生まれる。そのため、ロベール・フローレイと表記されることもある。ルイ・フイヤードなどの監督作品で助監督を務めた。1927年に長編映画監督デビュー。1929年、マルクス兄弟主演の『ココナッツ』を監督した。そのほかに、『モルグ街の殺人』や『五本指の野獣』などを監督している。1979年5月16日、カリフォルニア州サンタモニカにて死去。78歳没。

## フィルモグラフィー
特記のない作品は監督を担当。

### 長編映画
- ココナッツ The Cocoanuts （1929年）
- 壁の穴 The Hole in the Wall （1929年）
- 春宵巴里合戦 The Battle of Paris （1929年）
- フランケンシュタイン Frankenstein （1931年） - 脚本
- モルグ街の殺人 Murders in the Rue Morgue （1932年）
- 五十六番街の家 The House on 56th Street （1933年）
- 緋色の研究 A Study in Scarlet （1933年） - 脚本
- ハリウッド大通り Hollywood Boulevard （1936年）
- 撮影所の惨劇 The Preview Murder Mystery （1936年）
- 黎明の丘 Outcast （1937年）
- 犯罪王 King of Gamblers （1937年）
- 人気スタア罷り通る This Way Please （1937年）
- 十一人の脱獄者 King of Alcatraz （1938年）
- 包囲網突破 Disbarred （1939年）
- ならず者の紐 Parole Fixer （1940年）
- 空軍極秘作戦 God Is My Co-Pilot （1945年）
- 五本指の野獣 The Beast with Five Fingers （1946年）
- 絶海のターザン Tarzan and the Mermaids （1948年）
- モロッコ城塞 Outpost in Morocco （1949年）
- 銃弾都市 The Crooked Way （1949年）

### テレビドラマ
- 探偵マイケル Michael Shayne （1960年）
- 南海の冒険 Adventures in Paradise （1960年 - 1962年）